# 1600 Penn
1600 Penn (2012-2013) – amerykański serial komediowy stworzony przez Josha Gada i Jona Lovetta. Wyprodukowany przez 20th Century Fox Television.
Światowa premiera serialu miała miejsce 17 grudnia 2012 roku, natomiast regularna emisja rozpoczęła się 10 stycznia 2013 roku na kanale NBC. 9 maja 2013 NBC anulowało serial po pierwszym sezonie.

## Fabuła
Serial opisuje perypetie dysfunkcyjnej rodziny Gilchristów, którzy na pierwszy rzut oka nie różnią się szczególnie od innych amerykańskich rodzin, ponieważ mieszkają w Białym Domu. Rodzina Gilchristów musi zmagać się z codziennymi problemami.

## Obsada
- Bill Pullman jako Dale Gilchrist
- Jenna Elfman jako Emily Nash Gilchrist
- Josh Gad jako Skip Gilchrist
- Martha MacIsaac jako Becca Gilchrist
- Amara Miller jako Marigold Gilchrist
- Robbie Amell jako D.B.
- Benjamin Stockham jako Xander Gilchrist
- André Holland jako Marshall Malloy

## Spis odcinków
| Światowa premiera | N/o | Angielski tytuł                      |
| ----------------- | --- | ------------------------------------ |
|                   |     |                                      |
| SERIA PIERWSZA    |     |                                      |
|                   |     |                                      |
| 17.12.2012        | 01  | Putting Out Fires                    |
|                   |     |                                      |
| 10.01.2013        | 02  | The Skiplantic Ocean                 |
|                   |     |                                      |
| 17.01.2013        | 03  | So You Don't Want to Dance           |
|                   |     |                                      |
| 24.01.2013        | 04  | Meet the Parent                      |
|                   |     |                                      |
| 07.02.2013        | 05  | Frosting Nixon                       |
|                   |     |                                      |
| 21.02.2013        | 06  | Skip the Tour                        |
|                   |     |                                      |
| 28.02.2013        | 07  | To the Ranch                         |
|                   |     |                                      |
| 07.03.2013        | 08  | Live From the Lincoln Bedroom        |
|                   |     |                                      |
| 14.03.2013        | 09  | Game Theory                          |
|                   |     |                                      |
| 21.03.2013        | 10  | The Short Happy Life of Reba Cadbury |
|                   |     |                                      |
| 21.03.2013        | 11  | Dinner, Bath, Puzzle                 |
|                   |     |                                      |
| 28.03.2013        | 12  | Bursting the Bubble                  |
|                   |     |                                      |
| 28.03.2013        | 13  | Marry Me, Baby                       |
|                   |     |                                      |